# إدغار ويسينويسكي
إدغار ويسينويسكي (بالألمانية: Edgar Wisniewski) هو مهندس معماري ألماني، ولد في 4 سبتمبر 1930 في سووبسك في بولندا، وتوفي في 25 أبريل 2007 في برلين في ألمانيا.